# Édouard Estaunié
Édouard Estaunié, né le 4 février 1862 à Dijon et mort le 1er avril 1942 à Paris, est un romancier et ingénieur polytechnicien français. Il fait partie de l'Académie française à partir de novembre 1923.

## Biographie

### Enfance et famille
Édouard Estaunié naît le 4 février 1862 à Dijon, en Côte-d'Or, dans une famille de la bourgeoisie aisée. Il est élève chez les Jésuites à Dijon, puis va à Paris pour continuer ses études.

### Formation et carrière d'ingénieur
Diplômé de l'École polytechnique (promotion 1882), de l'École libre des sciences politiques (1884) et de l'École supérieure de télégraphie, sa vie professionnelle se déroule au sein de l'administration des Postes et Télégraphes (qui deviendront les P.T.T. quelques décennies plus tard). Dès 1886, il est ingénieur des Postes et télégraphes ; il devient ensuite directeur de l’École d'application du ministère des Postes et télégraphes (directeur de l'École Professionnelle Supérieure des Postes et Télégraphes, de 1901 à 1905[réf. nécessaire]), puis prend la direction du matériel et de la construction et inspecteur général des Télégraphes. Il publiera au cours de sa carrière deux ouvrages scientifiques. Dans son temps libre, il écrit des romans, dont les premiers paraissent en 1891.
Il devient Directeur de l'Exploitation Téléphonique du réseau téléphonique français du 4 août 1909 jusqu'au 19 mai 1911. Poste créé par décret du 4 août 1909. JORF 5 août 1909 page 8520. Départ à sa demande vers d'autres fonctions (dont celle de romancier)[réf. nécessaire].
Son passage à la tête du téléphone français est marqué par la reconstruction du Central Téléphonique de Paris Gutenberg à la suite du grand incendie qui le détruisit le 20 septembre 1908, tâche titanesque, Gutenberg étant alors le centre téléphonique le plus important de Paris et de France[réf. nécessaire].
En 1914, il est inspecteur général au Grand Quartier britannique pour les liaisons télégraphiques franco-anglaises.

### Romancier
Ses premiers romans, Un Simple et Bonne Dame, parus en 1891,, sont des tableaux de mœurs dans la province française, qui s'inscrivent dans le courant naturaliste. Nombre de ses œuvres sont situées en province, notamment en Bourgogne. Parmi ses romans suivants, L'Empreinte (1896), nourri de ses souvenirs et reflétant son anticléricalisme, est une satire de la vie dans un collège de Jésuites. Toutefois, peu après ses premiers romans, Édouard Estaunié oriente ses œuvres autour de tout ce qui est tu, ce qui ne se dit pas, ainsi que sur ce que peuvent receler les silences, il creuse ainsi les caractères de ses personnages et les drames qui se nouent. Fin psychologue et moraliste, il est le peintre mélancolique de la bourgeoisie[réf. nécessaire]. Selon Robert de Flers, il a « écrit cinq ou six fois le roman de la détresse humaine ».
Il a par ailleurs contribué à plusieurs revues littéraires françaises.
Une grande partie de ses œuvres est rédigée dans sa maison de campagne de Saint-Julia-de-Gras-Capou située dans la Haute-Garonne en Lauragais[réf. nécessaire].
Il devient membre non résidant de l'Académie des sciences, arts et belles-lettres de Dijon en 1920. Il est élu membre de l'Académie française le 15 novembre 1923, dans le fauteuil précédemment occupé par Alfred Capus,. Il est aussi président de la Société des gens de lettres entre 1926 et 1929.

### Mort
Édouard Estaunié meurt le 1er avril 1942 à Paris, en son domicile 41 rue Raffet. Il avait épousé Jeanne Engel (1878-1960).

## Romans et essais

### Ouvrages scientifiques
- Les sources de l'énergie électrique (1895)[2],[3]
- Traité pratique de télécommunication électrique (télégraphie, téléphonie) (1904)[2],[3],[7]

### Romans
- Un simple (1888 ou 1891[3])
- Bonne Dame (1891[3] ou 1892[7])
- Impressions de Hollande[3] (Paris, Perrin, 1893), essai sur les peintres hollandais du XVIIe siècle
- Petits maîtres (1893)[3]
- L'Empreinte (1896)
- Le Ferment (1899)
- L'Épave (1901) fait une part beaucoup plus large à la description du paysage de la région de Saint-Julia dans laquelle se déroule l'action du roman.
- La Vie secrète, (prix Femina, 1908), dont l'action se déroule au pied de Saint-Julia, dans la plaine de Revel ; il y parle de Déodat de Séverac, son voisin de Saint-Félix-Lauragais qu'il a bien connu.
- Les Choses voient (1913), se déroule à Dijon et met en scène plusieurs générations d'une famille, observées par la « Maison » et ses meubles, qui est un personnage à part entière.
- Solitudes (Paris, Perrin, 1917), nouvelles
- L'Ascension de M. Baslèvre (1919[4] ou 1920)
- L'Appel de la route (1921 ou 1923[4])
- Solitudes (1922)[4]
- L'Infirme aux mains de lumière (1923), retrace la vie de sa tante aveugle qui brodait dans la maison familiale de Saint-Julia ; rééditions en 1947, 1952 et 2016[7]).
- Le Labyrinthe (1924)
- Tels qu'ils furent (1927)
- L'École Polytechnique (1930)
- Madame Clapain (1932 ; Perrin ; Mémoire du livre, 2001)  (ISBN 2913867189)
- Une sainte parmi nous (1937)
- Roman et Province (Marseille, Robert Laffont, 1943, 7e éd., 225 p.) (avec une introduction de Daniel-Rops), contient les essais : « Le Roman est-il en danger ? » (1925) ; « La Province dans le Roman Français » (1925) ; « Un Bourguignon : Buffon » (s.d., 1924) ; « Une lyrique de la Province : Marie Noël » (1933) ; « Les Petits Maîtres » (1926) ; « Une Sainte au fond d'un couvent » (1937).
- Souvenirs (Genève : Droz, 1973, 259 p.) (établissement du texte, présentation et notes par Georges Cesbron), mémoires inachevés, qui se terminent à un point-virgule.
- Georges Cesbron, Édouard Estaunié, romancier de l'être, suivi de Récits spirites (1912), avec introduction et commentaires (série : Histoire des idées et critique littéraire, 161) (Genève, Droz, 1977, 458 p.)[7].

Édouard Estaunié a été collaborateur, éditeur scientifique ou préfacier pour d'autres ouvrages.

### Nouvelles
- Le Silence dans la campagne ; Le cas de Jean Bunant ; Une nuit de noces ; Pages roumaines ;  La Découverte ; L'infirme aux mains de lumière (Librairie académique Perrin et Cie, 1926), recueil de nouvelles. Le cas de Jean Bunant, paru en 1911 dans La Revue littéraire et politique, est un récit narrant la fascination croissante d'un homme pour la montagne La Meije, sommet de près de 4000 mètres d'altitude, dans les Alpes françaises[8],[9] ; cette nouvelle sera rééditée en 2017[7].

### Collaboration à des revues et ouvrages
Édouard Estaunié a apporté sa collaboration à la Revue des Deux Mondes, la Revue de Paris, la Revue de France, ainsi qu'aux Mémoires de l'Académie de Dijon.
En 1894, « La Séance des ombres à l’École Polytechnique » paraît dans la Revue hebdomadaire,.

### Discours et travaux au sein de l'Académie française
- Discours de réception de Édouard Estaunié (2 avril 1925)[3]
- 50e anniversaire de la mort de George Sand (1er janvier 1926)[3]
- Cinquantième anniversaire de la mort de George Sand, célébré à Nohant (8 août 1926), discours prononcé au nom de l'Académie française[3]
- Funérailles de M. Jean Richepin (16 décembre 1926), discours prononcé au nom de l'Académie française[3]
- Réponse au discours de réception de Émile Mâle (28 juin 1928), réception au sein de l'Académie française[3]

### Adaptations à partir des œuvres de Édouard Estaunié
- L'Infirme aux mains de lumière, en radiodiffusion, par Gabriel Germinet (1935)
- Le Silence dans la campagne, drame radiophonique en 1 acte (1936)
- L'Héritière, comédie dramatique en 3 actes, radiodiffusée (1938)
- Les choses voient, en radiodiffusion (1962)
- Les choses voient, à la télévision (1963)[7]

## Postérité
Il est considéré comme l'inventeur du mot « télécommunications » (Traité pratique de télécommunication électrique, 1904).

## Hommages
- Un amphithéâtre porte son nom à l'école d'ingénieurs Télécom Paris.
- La promotion 2011 de l'École nationale supérieure de physique de Strasbourg (ENSPS) porte également son nom.
- Un timbre à son effigie a été émis en France en 1962[12].

## Prix et distinctions
- 1897 : prix Botta de l’Académie française pour L’Empreinte[3].
- 1919 : prix Alfred-Née de l’Académie française[3].

Édouard Estaunié est Commandeur de la Légion d'honneur, en France, ainsi que décoré du D.S.O. du Royaume-Uni et Commandeur dans l'Ordre de Léopold en Belgique.

## Ouvrages sur Édouard Estaunié
- Daniel-Rops : Édouard Estaunié, Librairie Félix Alcar, 1931.
- John Charpentier et Francis Ambrière (dir.), Estaunié, Paris, Firmin Didot, coll. « Visages Contemporains » (no 4), 1932, 221 p.
- Camille Cé, Regards sur l’œuvre d'Édouard Estaunié, Genève, Droz, 1977.
- (en) Ruth Eunice Carter Hok, Édouard Estaunié : The Perplexed Positivist, N.Y., King's Crown Press, 1949.